# 紀州のドン・ファン事件
紀州のドン・ファン事件（きしゅうのドン・ファンじけん）は、2018年（平成30年）5月24日、和歌山県田辺市の資産家・企業経営者で「紀州のドン・ファン」と呼ばれた野崎幸助（当時77歳）が急性覚醒剤中毒で死亡した事件である。
2021年（令和3年）4月28日に死亡時の妻Z（当時25歳）が殺人容疑で和歌山県警察に逮捕された。しかし、Zの犯行を証明する物的証拠はなく間接証拠のみによる立件だったため、地元記者らは和歌山毒物カレー事件を引き合いに冤罪の可能性を指摘し、弁護側も「薄い灰色を何回重ねても、黒にはならない」と指摘して無罪を主張した。
2024年12月12日、和歌山地方裁判所は元妻Zに無罪判決を言い渡した。同月24日、検察は大阪高等裁判所に控訴した。

## 事件の経緯

### 死亡者
本事件で死亡した野崎 幸助（のざき こうすけ）は、1941年（昭和16年）に和歌山県田辺市で7人兄弟の三男として生まれた。野崎は地元の中学を卒業後働き始め、酒造メーカー訪問販売員や金融業などを手掛けた。その後、当時はまだ珍しいコンドームを訪問販売する仕事で成功し、それを元手に投資や金貸しを行うことで数十億の財産を築くに至り、「紀州のドン・ファン」と呼ばれていた。自著によれば、コンドームの訪問販売では、夫が留守の家を訪問し、主婦を相手に「実演販売」をしてみせたといい、当時のサラリーマンの月収の3倍は稼ぎ、北新地の高級クラブに通うようになる。
野崎は女好きでも知られており、美女4,000人に30億円を貢いできたと自称している。野崎は2016年2月に27歳の自称モデルの女性に現金600万円と5,400万円相当の宝石類など合計6,000万円を盗まれたが「6,000万円なんて自分にとっては紙くず。窃盗事件もいい経験だ」などと発言して話題となった。
2018年2月8日、野崎は55歳年下の女性Z（当時21歳）と結婚した。月100万円の契約による婚姻だったという。夜の夫婦関係は新婚初夜から冷え切っており、Zは添い寝には応じたものの口淫は拒んでいた。
野崎はZと結婚後も、別の女性Xと性的関係を持っていた。野崎は死亡する1ヶ月ほど前に、覚醒剤を使用していることをXに話していた。また、Zに対して、Zが野崎の依頼で購入した「覚醒剤」について偽物で使い物にならないと話していた。

### 事件発生と捜査
2018年5月24日午後10時30分ごろ、家政婦とZにより、野崎が寝室で倒れているのが発見された。その場で死亡が確認され、死亡推定時刻は午後9時ごろとされた（77歳没）。当時自宅にいたのは野崎、Z、家政婦の3人のみであった。午後3時ごろ、夕食の支度を終えた60代の家政婦が外出し、野崎とZは2人きりになる。この間に野崎は夕食を済ませ、2階の寝室に戻ったと見られている。
行政解剖の結果、血液や胃などから致死量を超える覚醒剤が検出され、死因が急性覚醒剤中毒であったことが判明した。野崎の腕などに注射跡はなく、また覚醒剤成分が長く残留する毛髪検査でも覚醒剤成分が検出されなかったため、覚醒剤を経口摂取したと推測されている。野崎の所有する酒類販売会社にあった2,000本以上のビールの空き瓶や飼い犬の死体からも覚醒剤成分は検出されなかった。また、事件の直前に死亡した飼い犬の葬儀を予約するなど自殺する事情がないことから、野崎は何者かに覚醒剤を摂取させられた可能性があるとされた。野崎の墓は田辺湾を望む高台の田辺市営墓地に建てられた。
2021年4月28日、Zが覚醒剤を使用して野崎を殺害したとして、殺人容疑と覚醒剤取締法違反容疑で和歌山県警察に逮捕された。Zは事件前に覚醒剤について調べた形跡があり、また覚醒剤の密売人と接触した可能性が指摘された。
同年5月19日、和歌山地検はZを殺人と覚醒剤取締法違反の罪で和歌山地裁へ起訴した。
2022年4月9日、Zが野崎の会社の資金を横領した疑惑に関しては、2022年4月6日に嫌疑不十分により不起訴となった。

## 冤罪の指摘
2018年5月24日に野崎が死亡してから、2021年4月28日のZの逮捕までには3年を要した。このことに関し、地元で事件当初から取材を続ける記者の間では不信感が広まった。逮捕の10日ほど前から和歌山県警の捜査官が都内に入り内偵を進めていたことが新潮社に漏洩し、早刷りの週刊新潮を読んだ捜査関係者が焦って逮捕に至ったという。この記者によると、都内の記者らの間には容疑者逮捕の3日ほど前から噂が流れ、逮捕前日には関西の記者らに東京から問い合わせが殺到した。
決定的な証拠がないまま状況証拠の積み重ねのみで逮捕に至っており、こうした手法は和歌山カレー事件と同じ手法であった。関西の記者らの間には、20年以上も前と同じ手法に呆れる声が出た。状況証拠を重ねて逮捕、起訴という大昔の手法が裁判員裁判で受け入れられるのかと、記者たちの間では囁かれた。殺害に使われたとされる覚醒剤も「2人で使っていて、使用する量を間違えた」と主張されたらどう切り返すのかと疑問の声が上がっていた。
また、和歌山県警の後手後手な対応に、容疑者の冤罪を懸念する記者は多かった。初動捜査では現場は誰でも入れる状況で規制が不十分で、台所から覚醒剤が出たと発表されたものの、誰でも入れる状況では、誰かが覚醒剤を意図的に落とした可能性もあると指摘された。ある関西在住記者はこれを「和歌山県警の体質的な問題」だと主張した。

## 刑事裁判

### 第一審

#### 初公判
殺人罪などに問われたZの初公判は、2024年9月12日に和歌山地裁で開かれた。被告人Zは「私は社長を殺していないし、覚醒剤を摂取させていません」と述べて、無罪を主張した。

#### 冒頭陳述
9月の冒頭陳述では検察側は、野崎と2018年2月に結婚した初月から、インターネットで「完全犯罪」「薬物」「老人 死亡」などの言葉を検索していたと指摘した。これについてZは、この日の被告人質問で「不気味な事件や未解決事件、サイコパスが好きで調べた」と述べた。また、野崎の死亡後、野崎の経営する会社の役員に就任したいきさつについて問われ、「会社が大変なことになっていることは知っていた。弁護士に『代表がいないのでなってほしい』と言われ、役員報酬3000万円をもらえることになり、『えっ』となったが、『法律上問題ない』と言われ、『ありがとうございます』と言ってもらいました」と話した。検察側の「財産目当ての犯行だ」との主張に対しては「”遺産目当て”と言われていることを隠していないし、社長本人も『1千万円で結婚してくれ』と言っていた。『遺産をもらってほしい』ともいわれていたので、遺産目当てということを誰にも隠していない」と話した。

#### 論告求刑
11月18日の論告で検察側は「計画性の高い犯行であり、遺産を得るための殺人は強盗殺人と同程度の悪質さで、有期懲役を選択する事情はない」として、無期懲役を求刑。
一方で、弁護側は「薄い灰色を何回重ねても、黒にはならない」と指摘し、無罪を主張した。

#### 判決
12月12日、和歌山地裁（福島恵子裁判長）は「元妻が殺害したとするには合理的な疑いが残る」として無罪を言い渡した。同月24日、検察側は判決を不服とし大阪高裁に控訴した。

## 有識者の見解
- 裁判員の1人は第一審後に記者会見を行い、「ニュースや報道でみる事件と裁判員としてみる事件では全然違うので、先入観は怖いなと思った」などの感想を述べた[21]。
- 園田寿甲南大学教授は、検察側証人が「被告に売ったのは氷砂糖[注釈 1]（覚醒剤の密売人）」、「苦い覚醒剤を飲ませると気付かれる（薬物の専門家）」などの証言を踏まえ、「裁判員は難しい判断を迫られただろう。苦味がある覚醒剤をどうやって飲ませたのか、検察の主張には疑問が残る。摂取方法を示せなかった以上、『疑わしきは罰せず』という刑事裁判の原則に忠実に従った判決だ」と指摘した[24]。
- 水野智幸法政大学教授は、1つ1つの証拠には「推認力」があるとしつつ、しかし「犯人でないとあり得ないとまでは言えない」として無罪とした点を「刑事司法の基本に忠実な判決」と評価した[25]。

## 野崎幸助の遺産
約13億5000万円とされる野崎の遺産の行方も注目されている。田辺市は、「全財産を田辺市に寄付する」とした野崎の遺言書が見つかったとして、全額を受け取ると主張している。しかし、遺言書が有効であっても、妻、子供、親には「遺留分侵害請求権」が認められているため、元妻のZは遺産の2分の1を受け取る権利を持つ。また、遺言書が無効とされた場合は、元妻のZは遺産の4分の3を受け取る権利を持つ。ただし、殺人罪で有罪が確定すると遺産を一切受け取れなくなる（相続欠格）。
野崎の兄ら4人は、遺言書は偽造されたものだとして、2020年に遺言書の無効確認を求めて和歌山地裁に提訴した。市や訴状によると、遺言書は平成25年2月8日付で「いごん 全財産を田辺市にキフする」と紙に赤ペンで手書きされていた。田辺市と野崎の親族が遺言書の有効性を争った裁判で、2024年6月21日に和歌山地裁（高橋綾子裁判長）は「有効」とする判決を言い渡した。7月2日、親族側は判決を不服として大阪高裁に控訴した。

## 関連書籍
- 野崎幸助『紀州のドン・ファン 美女4000人に30億円を貢いだ男』（初版）講談社〈講談社+α文庫〉、2016年12月21日。ISBN 978-4062817097。 - 野崎が生前に刊行した著書。
- 野崎幸助『紀州のドン・ファン 野望篇 私が「生涯現役」でいられる理由』講談社〈講談社+α文庫〉、2018年4月20日。ISBN 978-4065117774。 - 同上。
- 吉田隆『紀州のドン・ファン殺害 「真犯人」の正体 ゴーストライターが見た全真相』講談社〈講談社+α文庫〉、2018年10月20日。ISBN 978-4065129173。
- 木下純代『家政婦は見た! 紀州のドン・ファンと妻と7人のパパ活女子』双葉社〈双葉社〉、2021年12月22日。ISBN 978-4575316902。 - 事件当日に現場にいた家政婦が刊行した著書。